# 多马坦勒科克
多马坦勒科克（法語：Dommartin-le-Coq，法語發音：[dɔmaʁtɛ̃ lə kɔk]）是法国奥布省的一个市镇，属于特鲁瓦区。

## 地理
多马坦勒科克（48°30'2"N, 4°21'25"E）面积6.34 平方千米，位于法国大東部大區奥布省，该省份为法国中北部省份，北起马恩省，西接塞纳-马恩省，西南至约讷省，东南至科多尔省，东临上马恩省。
与多马坦勒科克接壤的市镇（或旧市镇、城区）包括：布里耶库尔、科克卢瓦、雅塞讷、莫朗贝尔、奥布河畔诺让、沃科涅。

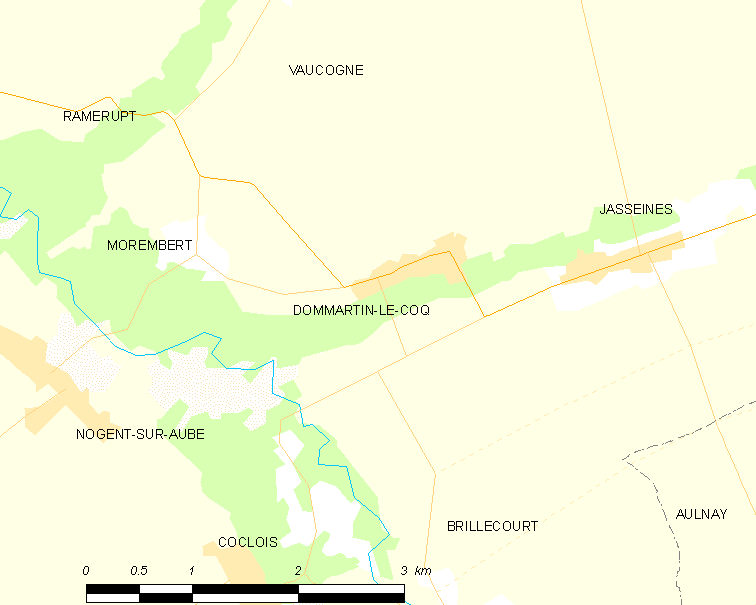
多马坦勒科克的OSM定位图

多马坦勒科克的时区为UTC+01:00、UTC+02:00（夏令时）。

## 行政
多马坦勒科克的邮政编码为10240，INSEE市镇编码为10127。

## 政治
多马坦勒科克所属的省级选区为奥布河畔阿尔西县。

## 人口

1962-2008年间多马坦勒科克人口变化图示

多马坦勒科克于2022年1月1日时的人口数量为53人。